# Севиньяк-Мерак
Севинья́к-Мера́к (фр. Sévignacq-Meyracq) — коммуна во Франции, находится в регионе Аквитания. Департамент — Атлантические Пиренеи. Входит в состав кантона Олорон-Сент-Мари-2. Округ коммуны — Олорон-Сент-Мари.
Код INSEE коммуны — 64522.

## География
Коммуна расположена приблизительно в 680 км к югу от Парижа, в 195 км южнее Бордо, в 22 км к югу от По.
На юго-западе коммуны протекает река Гав-д’Осо.

### Климат
Климат тёплый океанический. Зима мягкая, средняя температура января — от +5°С до +13°С, температуры ниже −10 °C бывают редко. Снег выпадает около 15 дней в году с ноября по апрель. Максимальная температура летом порядка 20-30 °C, выше 35 °C бывает очень редко. Количество осадков высокое, порядка 1100 мм в год. Характерна безветренная погода, сильные ветры очень редки.

## Население
Население коммуны на 2010 год составляло 529 человек.
| 1962 | 1968 | 1975 | 1982 | 1990 | 1999 | 2010 |
| ---- | ---- | ---- | ---- | ---- | ---- | ---- |
| 467  | 486  | 490  | 438  | 437  | 535  | 529  |

## Администрация
| Период | Период | Фамилия       | Партия                             | Примечания |
| ------ | ------ | ------------- | ---------------------------------- | ---------- |
| 1995   | 2001   | Огюст Казале  | Объединение в поддержку республики | сенатор    |
| 2001   | 2008   | Андре Пако    |                                    |            |
| 2008   | 2014   | Мишель Паскин |                                    |            |
| 2014   | 2020   | Моник Мула    |                                    |            |

## Экономика
В 2010 году среди 348 человек трудоспособного возраста (15-64 лет) 249 были экономически активными, 99 — неактивными (показатель активности — 71,6 %, в 1999 году было 65,6 %). Из 249 активных жителей работали 222 человека (133 мужчины и 89 женщин), безработных было 27 (15 мужчин и 12 женщин). Среди 99 неактивных 24 человека были учениками или студентами, 38 — пенсионерами, 37 были неактивными по другим причинам.

## Достопримечательности
- Церковь Св. Петра (XVII век). Исторический памятник с 1997 года[4]
- Замок Севиньяк, или замок Этиньи (XVII век). Бывший мирской монастырь. Исторический памятник с 1998 года[5]

## Фотогалерея
- Мэрия
- Зал
- Замок Севиньяк 
(рисунок 1926 года)
- Военный мемориал